# Muzeum Stará chalupa (Milówka)
Muzeum Stará chalupa v obci Milówka je historická dřevěná  stavba z roku 1739, v gmině Milówka, okres Źywiec, Slezské vojvodství.
Stará chalupa je v seznamu kulturních památek Polska pod číslem A/394/81 z 2. dubna 1981 a je součástí Stezky dřevěné architektury ve Slezském vojvodství.

## Historie
Podle nápisu na podpěrném trámu byl objekt postaven v roce 1739 místním krčmářem Piotrem Gorelem. V roce 1760 syn Piotra Gorela Bartoloměj prodal chalupu s inventářem a pozemky Sebastianovi Capucovi úředníkovi na statku v sousední vesnici Węgierská Górka. Bezdětný syn Jan Capuca odkázal chalupu bratranci Martinu Kąkolovi. Rodina Kąkolových vlastnila chalupu až do roku 1992. Od roku 1992 je majetkem gminy Miłówka. Dům byl zpřístupněn veřejnosti v roce 1988 a v roce 2010 byl přenesen do sousedství další dům z Przyłękowa, který je udržován v obdobném stylu. Jsou v něm pořádány různé dílny a výstavy. Muzeum Stará chalupa představuje ucelený pohled na běžný život v beskydských vesnicích minulých dob.

## Architektura
Roubená stavba je postavena z dřevěných trámů spojených čepováním na dlab a rybinu, posazena na kamenné podezdívce a krytá sedlovou šindelovou střechou. Kolem domu je postaveno dřevěné oplocení.
Hlavní okované dřevěné dveře vedou do síně, která tvoří část hospodářskou. Nacházel se zde mlat a různé typy hospodářského nářadí, z nichž větší část je zavěšena na stěnách. Z této části vedou schody na půdu. Ze síně se vchází také do komory, do obytné místnosti a pivnice. Komora sloužila k uskladnění hospodářského náčiní a potravin. Obytná místnost je nejstarší části chalupy a byla nejdůležitější části v denním životě obyvatel v níž se vařila jídla, jedlo, spalo a trávilo nejvíc času.

## Legendy
Podle legendy se ve Staré chalupě zastavil král Jan Kazimír, když utíkal před švédskými vojsky. Měl zde nocovat Jan III. Sobieski, když směřoval na pomoc obležené Vídni.

## Galerie

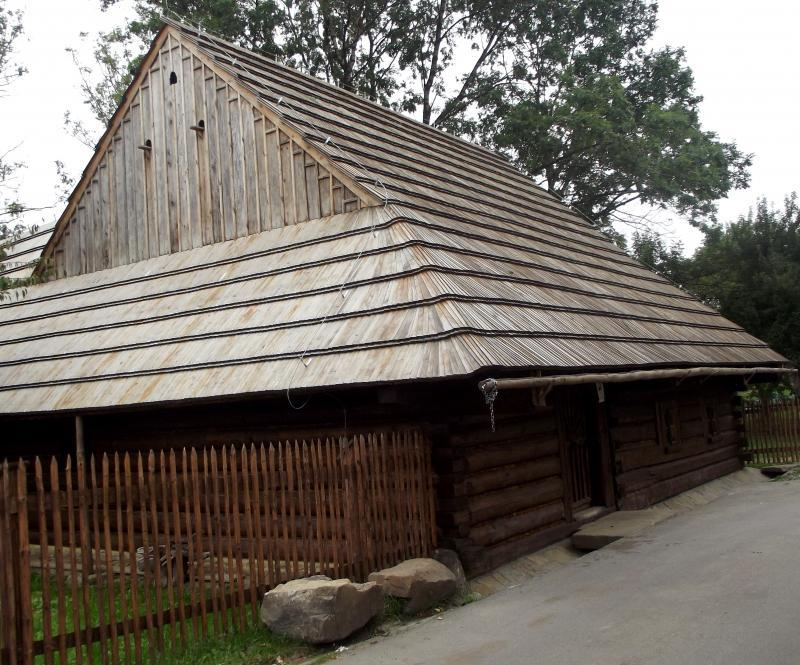
Stará chalupa
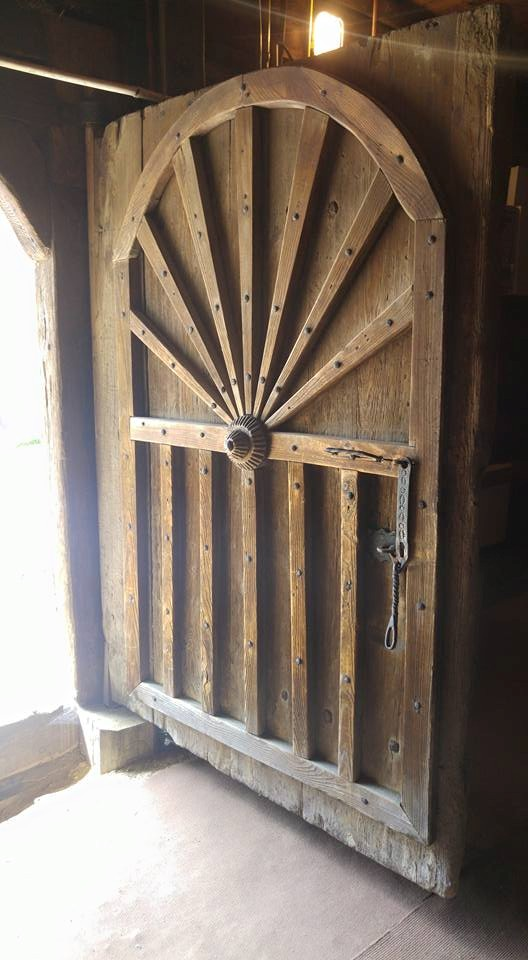
Ozdobné dveře
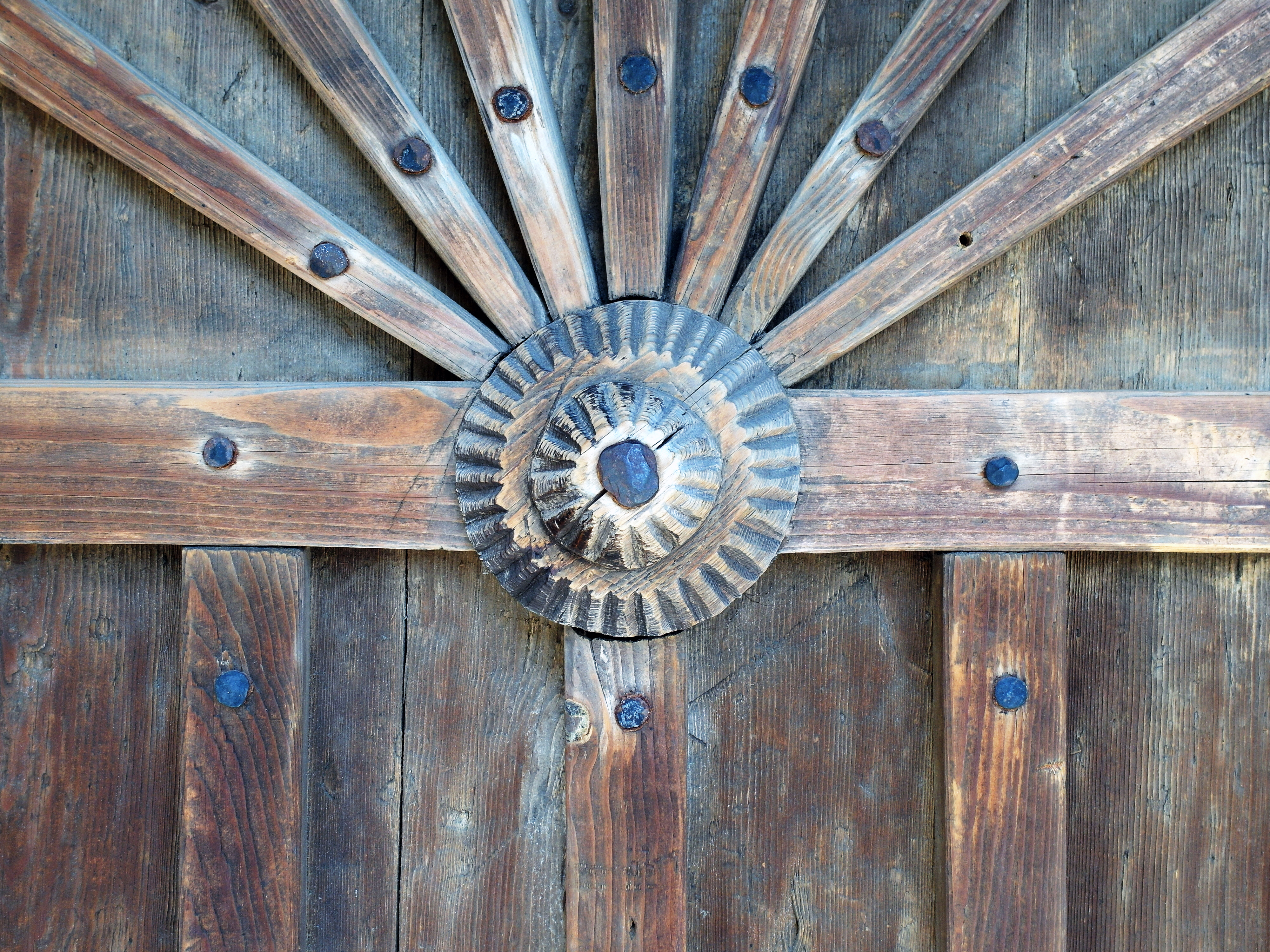
Detail dveří
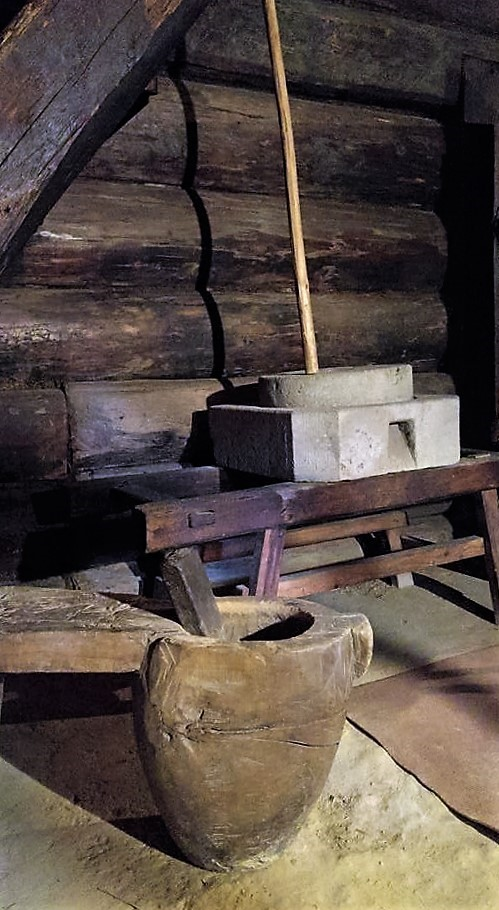
Interiér Staré chalupy